# ジョニー・ハンサム
『ジョニー・ハンサム』（Johnny Handsome）は、1989年に製作されたアメリカ合衆国の映画。ウォルター・ヒル監督作品。全米週末興行収入成績（1989年9月29日 - 1989年10月1日）は初登場第5位を記録した。日本語字幕は戸田奈津子。

## 解説
頭部に奇形を持つ役柄を演じたミッキー・ロークの特殊メイクが話題を呼んだ作品。アカデミー賞受賞以前に出演したモーガン・フリーマンとフォレスト・ウィテカーの出世作でもある。

## あらすじ
頭部に奇形を持つ窃盗犯のジョニーは、犯行中に仲間の裏切りに遭い投獄される。仮釈放を条件にレッシャー医師による実験的な整形手術を受けて正常な頭部に蘇生し、別人として生まれ変わったジョニーは・・・。

## キャスト
※括弧内は日本語吹替
- ジョニー・ハンサム - ミッキー・ローク（磯部勉）
- ドナ・マカーティ - エリザベス・マクガヴァン（島本須美）
- サニー・ボイド - エレン・バーキン（三原じゅん子）
- レイフ・ギャレット - ランス・ヘンリクセン（清水綋治）
- ドローンズ刑事 - モーガン・フリーマン（石田太郎）
- スティーヴン・レッシャー医師 - フォレスト・ウィテカー（玄田哲章）
- シスター・ルーク - イヴォンヌ・ブライスランド（谷育子）
- マイキー - スコット・ウィルソン（有本欽隆）
- ヴィク - デヴィッド・シュラム（池田勝）
- ラリー - J・W・スミス（沢木郁也）
- アール - ジェフ・ミーク（喜多川拓郎）